# Mojoceratops
Мохоцератопс (лат. Mojoceratops) — род птицетазовых динозавров из семейства цератопсид, живших в меловом периоде на территории нынешней Северной Америки. Окаменелости цератопса были найдены в провинции Альберта и Саскачеван, Канада. Описан палеонтологом Николасом Р. Лонгричем (Nicholas R. Longrich) в 2010 году. Представлен одним видом — M. perifania.

## Описание
Новый вид описан в 2010 году палеонтологом Николасом Лонгричем из Йельского университета по восьми останкам разрозненных фрагментов черепов. Кости были собраны в коллекциях музеев и институтов США и Канады, ранее эти кости по мнению Лонгрича были неверно идентифицированы и ошибочно отнесены к роду Chasmosaurus. Лонгрич обратил внимание на ряд черт (число рогов, форма отдельных борозд на черепе, форма краёв жабо), которые позволили ему выделить данных ящеров в новый род и вид. Как и все цератопсиды, обладал большим костяным наростом на голове в виде жабо.

## Классификация
Из-за недостаточного количества ископаемого материала нет единого мнения, является ли Mojoceratops новым видом или же это синоним Chasmosaurus.